# Paris-Roubaix de 1994
A 92.ª Paris-Roubaix celebrou-se a 10 de abril de 1994 e foi vencida pelo moldavo Andrei Tchmil que chegou em solitário com pouco mais de 1 minuto com respeito a um dueto perseguidor formado pelos italianos Fabio Baldato e Franco Ballerini respectivamente. A prova constou de 270 km chegando o ganhador num tempo de 7h 28' 02".

## Classificação final

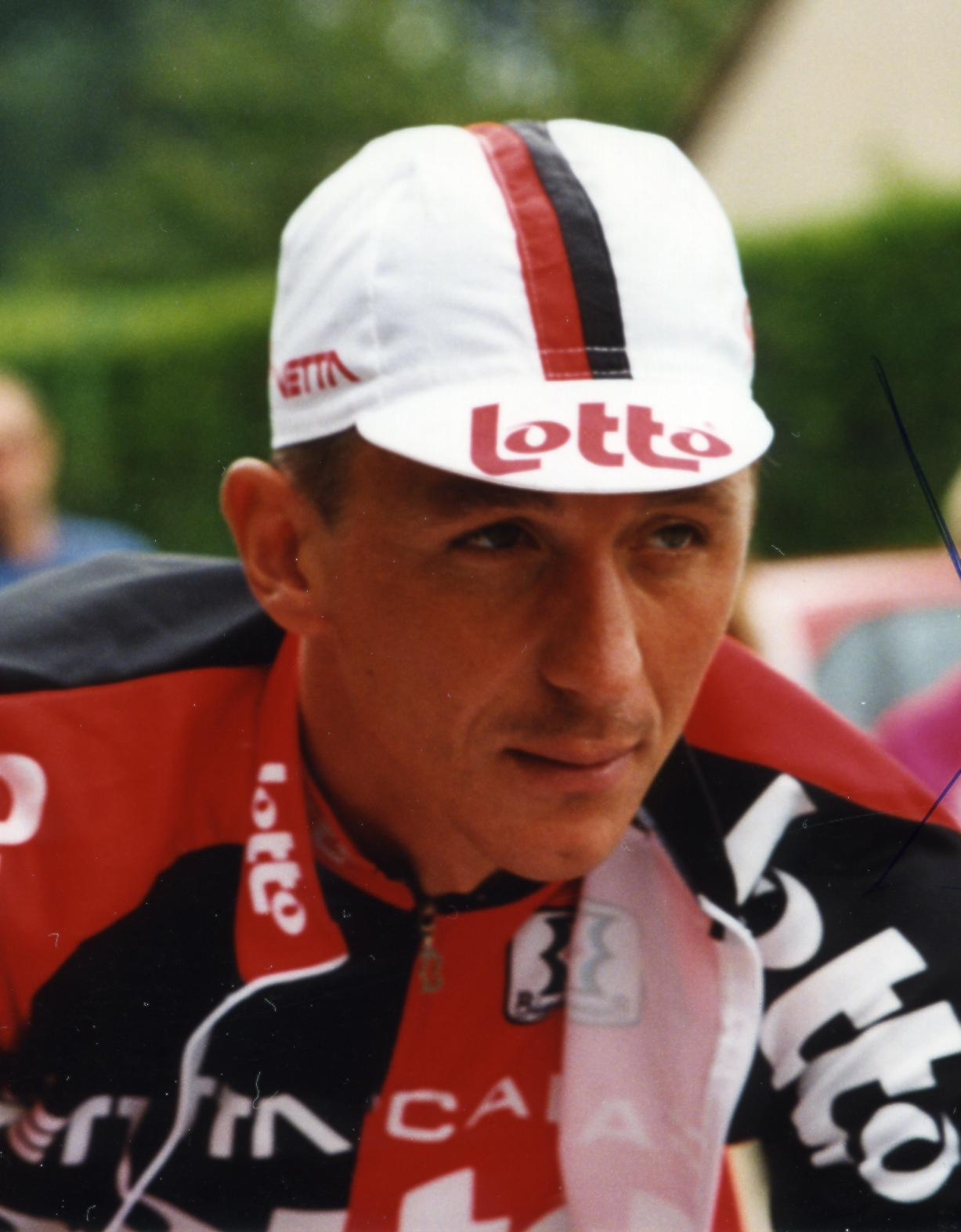
Andrei Tchmil ganhador desta edição

| Posição | Ciclista                | Equipa                                  | Tempo       |
| ------- | ----------------------- | --------------------------------------- | ----------- |
| 1.      | Andrei Tchmil           | Lotto                                   | 7h 28' 02’’ |
| 2.      | Fabio Baldato           | GB-MG Boys Maglificio-Technogym-Bianchi | + 1' 13"    |
| 3.      | Franco Ballerini        | Mapei-Clas                              | m.t.        |
| 4.      | Olaf Ludwig             | Telekom                                 | + 1' 26"    |
| 5.      | Sean Yates              | Motorola                                | m.t.        |
| 6.      | Johan Capiot            | TVM-Bison                               | m.t.        |
| 7.      | Gilbert Duclos-Lassalle | Gan                                     | m.t.        |
| 8.      | Ludwig Willems          | GB-MG Boys Maglificio-Technogym-Bianchi | m.t.        |
| 9.      | Frankie Andreu          | Motorola                                | m.t.        |
| 10.     | Nico Verhoeven          | Novemail-Histor-Laser Computer          | m.t.        |